# Pozo Algaida
El Pozo Algaida, también conocido como el Pozo n.º 5, fue una explotación minera subterránea situada en el municipio español de La Zarza-Perrunal, en la provincia de Huelva, perteneciente a la mina de La Zarza. El pozo, que estuvo activo entre las décadas de 1920 y 1990, dispuso de varias instalaciones: un malacate, una sala de máquinas, tolvas y cargadero de mineral, etc. Desde 2014 está protegido y catalogado como Bien de Interés Cultural.

## Historia
Hacia mediados de la década de 1920 la Tharsis Sulphur and Copper Company Limited puso en marcha la construcción de un pozo para la explotación subterránea de la mina de La Zarza. Este pozo, el n.º 5, fue dotado de un malacate, tolvas y de un cargadero de mineral. Todo este complejo estaba enlazado con el ferrocarril de Tharsis a través de un ramal. Las labores subterráneas de extracción llegaron a alcanzar una profundidad de 287 metros. La actividad minera en el Pozo Algaida cesó en 1991, si bien se realizaron trabajos de mantenimiento y desagüe hasta 1995.
En la actualidad el pozo se encuentra sin servicio. Las instalaciones han sufrido el expolio de una parte de sus componentes.